# بارکارتا
بارکارتا (به اسپانیایی: Barcarrota) یک شهرستان در اسپانیا است که در استان باداخس واقع شده‌است.